# Lenore, the Cute Little Dead Girl
Lenore, the Cute Little Dead Girl (pl. Lenore, słodka mała martwa dziewczynka) – bohaterka komiksu oraz serialu animowanego stworzona przez Romana Dirge na podstawie poematu Edgara Allana Poego pt. Lenore.

## Informacje ogólne
Komiks (oraz film) opowiada o przygodach tytułowej bohaterki oraz jej przyjaciół. Autor posługuje się czarnym humorem oraz makabreską z często przewrotnym, nieprzewidywalnym zakończeniem. W fabułę są wplecione różne elementy - od gier i zabaw dziecięcych, przez ikony popkultury poprzez czarną komedię z elementami makabry. W związku z tym, że Lenore jest martwa (mimo to funkcjonuje) często nie zdając sobie sprawy ze swych uczynków (ma około 10 lat) ani swego stanu co powoduje, że jej kontakty z żywymi kończą się dla nich tragicznie (dotyczy to zarówno ludzi jak i zwierząt, a także mniej lub bardziej fantastycznych stworzeń, które napotyka na swej drodze).

## Publikacje
Do sierpnia 2007 roku opublikowano 13 zeszytów podzielonych na 4 serie. Twórca jakkolwiek zapowiedział publikację 14 zeszytu. Tytuły poszczególnych serii:
- Lenore: Noogies (od numeru 1 do 4) (1999)
- Lenore: Wedgies (od numeru 5 do 8) (2000)
- Lenore: Cooties (od numeru 9 do 12) (2006)
- seria czwarta (obejmująca numer 13 oraz powstający 14 zeszyt nie posiada tytułu)

## Animacja
Dotąd powstało 26 krótkich filmów animowanych w technologii flash wyprodukowanych dla będącej własnością Sony strony internetowej ScreenBlast
1. The New Toy
2. Ragamuffin
3. The Magician
4. Bloaty The Frog
5. The Taxidermy
6. The Return of Mr. Gosh
7. Magic Muffin
8. A Walk In the City
9. Lenore, Queen of the Fairy Gnomes
10. The Tea Party
11. Grave Error
12. The Thing What Came From the Poopy Chair
13. The Day Mr. Chippy Walked
14. Hairball
15. Fugly Duckling
16. Kitty #46 & Kitty #53 .
17. Insurrection of the Insects
18. The Dream Catcher (Part 1)
19. The Dream Catcher (Part 2)
20. Frito the Demon
21. The Last Dance of the Ladybug
22. Little Bunny Foo Foo
23. L'il Ballerina
24. Death Bed
25. Lenore's Last (Part 1)
26. Lenore's Last (Part 2)